# BMW M6 GTLM
La BMW M6 GTLM è un'automobile da competizione costruita dalla casa automobilistica tedesca BMW per disputare gare di endurance.

## Descrizione

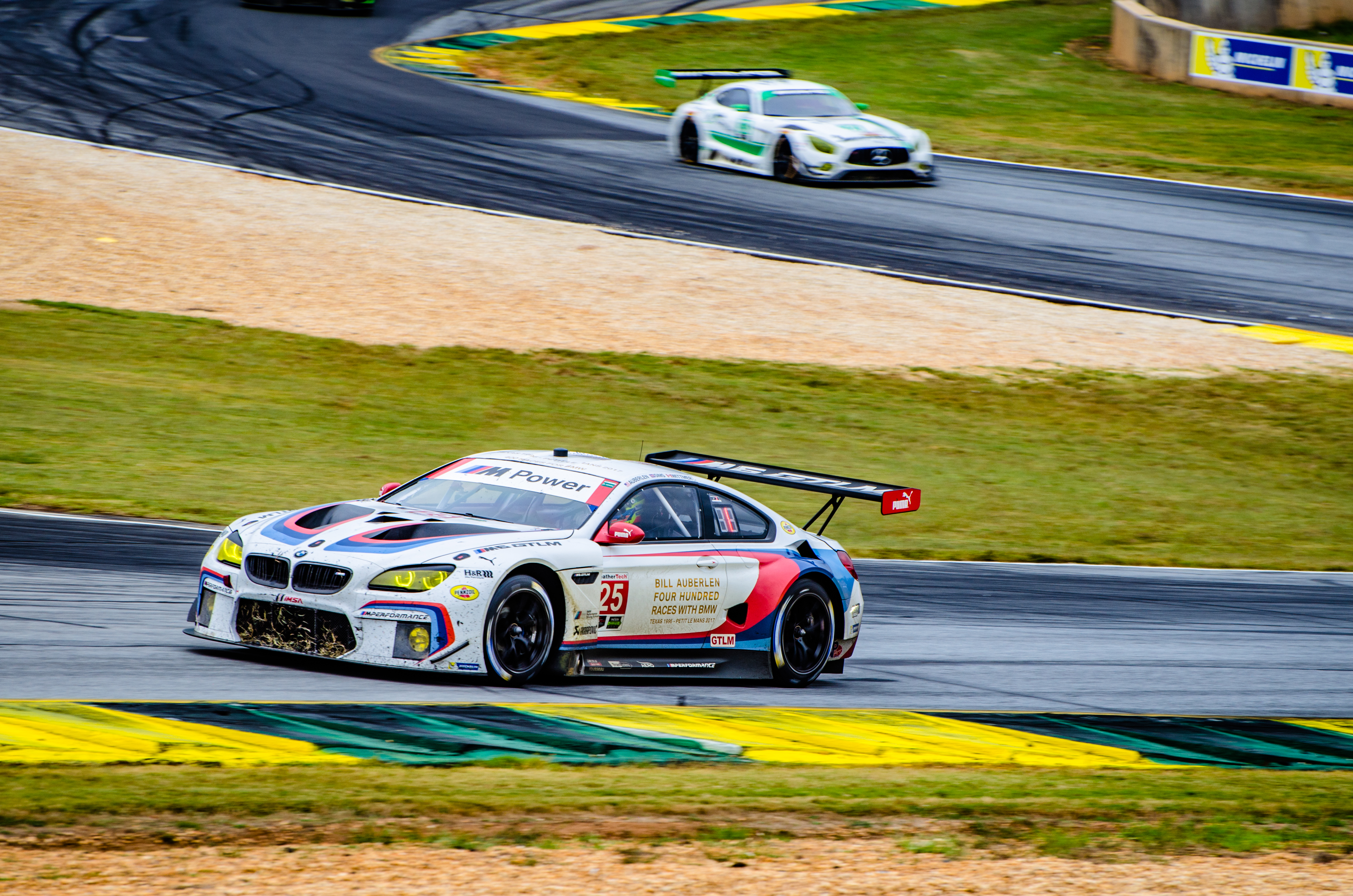
BMW M6 GTLM 2017

Ha gareggiato nell'American Le Mans Series, nel Tudor United SportsCar Championship e nell'European Le Mans Series. Ha corso dal 2015 al 2018 ed è stata poi sostituita dalla BMW M8 GTE.
L'auto è stata annunciata quando non era ancora ultimata ed era ancora in fase di sviluppo, attraverso un comunicato stampa nell'ottobre 2015, a seguito dell'annuncio e della presentazione della BMW M6 GT3, con la pubblicazione di alcune delle specifiche tecniche dell'auto. L'auto era basata sulla BMW M6 GT3 e ha debuttato durante lo shakedown iniziale e i test condotti dal BMW Team RLL al Sebring International Raceway in Florida, all'inizio di novembre 2015. L'auto ha debuttato ufficialmente in gara alla 24 Ore di Daytona 2016 con BMW Team RLL.
La BMW M6 GTLM è stata costruita e sviluppata dal reparto BMW Motorsport in Germania, in sostituzione della Z4 GTE. Rispetto a quest'ultima la M6 GTLM sia nell'aspetto che nelle prestazioni, non ha praticamente nulla in comune. La vettura presenta un passo significativamente maggiore, pari a 2910 mm per la M6 rispetto al passo di 2512 mm della Z4, che ne aumenta la stabilità. L'auto è un'evoluzione della BMW M6 GT3, con le differenze maggiori tra la versione GT3 e GTLM che stanno nell'ala posteriore e i freni, così come alcuni componenti elettriche. La BMW M6 GTLM è stata omologata per gareggiare solo nell'IMSA WeatherTech SportsCar Championship.
I migliori risultati sono arrivati al campionato IMSA nella stagione 2017, annata in cui la vettura ha vinto la Petit Le Mans, la 6 Ore di Watkins Glen, il SportsCar Grand Prix e la Monterey Sports Car Championship, piazzandosi a fine campionato al terzo posto.